# Friedrich Wilhelm von Bissing

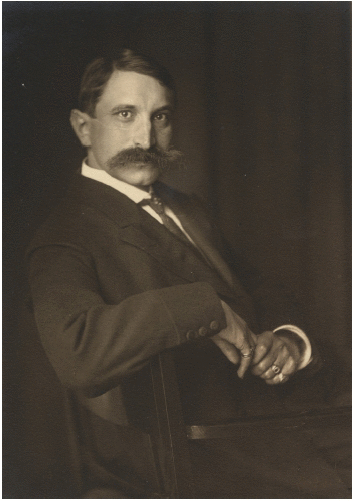
Friedrich Wilhelm von Bissing (Fotografie von Theodor Hilsdorf, um 1910)

Friedrich Wilhelm von Bissing (* 22. April 1873 in Potsdam; † 12. Januar 1956 in Oberaudorf am Inn) war ein deutscher Ägyptologe.

## Leben
Friedrich Wilhelm von Bissing war der Sohn des preußischen Generals Moritz von Bissing und wurde durch Primogenitur in den Freiherrenstand erhoben. Er besuchte das Joachimsthalsche Gymnasium in Berlin. Ab 1892 studierte er hier und in Bonn Klassische Philologie (erhalten ist die Nachschrift dreier Vorlesungen von Hermann Diels), Klassische Archäologie und Kunstgeschichte, sowie Ägyptologie (bei Adolf Erman). 1896 wurde er in Bonn bei Alfred Wiedemann mit der Dissertation Die statistischen Tafeln Thutmosis III. promoviert. 1897 bis 1898 war er als freier Mitarbeiter für das Wörterbuch der ägyptischen Sprache der Berliner Akademie tätig.
Es folgte ein längerer Aufenthalt in Ägypten. Hier war er unter anderem an der Erstellung des Generalkatalogs des Kairoer Museums (Catalogue général des antiquités égyptiennes du Musée du Caire) beteiligt, in dem er die Gefäße aus Metall, Fayence und Stein bearbeitete. In der Zeit von 1898 bis 1901 grub er zusammen mit Ludwig Borchardt das Sonnenheiligtum des Niuserre aus. Die Ausgaben für die Ausgrabung bestritt er aus eigenen Mitteln. Nach der Rückkehr wurde er 1901 an der Universität München habilitiert, 1905 dort zum Extraordinarius, 1906 zum Ordinarius ernannt. Unterricht und Forschung konnte er weitgehend mit Hilfe seiner eigenen großen Bibliothek und reichen Sammlung ausüben. Er war Ehrenmitglied des Akademisch-Neuphilologischen Vereins München im WCV. 1922 wurde er an die Universität Utrecht berufen, wo er bis zu seiner Emeritierung 1926 lehrte. Die 30 Jahre bis zu seinem Tod lebte er als Privatgelehrter auf einem Gut bei Oberaudorf am Inn. Seit 1921 war er korrespondierendes Mitglied der Bayerischen Akademie der Wissenschaften. 1936 wurde er zum Mitglied der Göttinger Akademie der Wissenschaften gewählt.
Bissing galt als politisch reaktionär, ihm wurde völkische, antisemitische und antikatholische Einstellung vorgeworfen. Er trat zum 16. September 1925 der NSDAP bei (Mitgliedsnummer 18.729) und war ein Freund von Rudolf Heß. Er trug das Goldene Parteiabzeichen. Er blieb dabei gläubiger Protestant und war sogar Mitglied der Landessynode der Evangelisch-Lutherischen Kirche in Bayern. Er scheiterte in seinen Bemühungen, gleichzeitig Partei und Kirche die Treue zu halten. 1937 wurde er trotz eines Gnadenappells an den „Führer“ aus der Partei ausgeschlossen. Abgekehrt vom Nationalsozialismus hat er sich aber vor 1945 nicht mehr. Mit einzelnen Auswüchsen des Nationalsozialismus konnte er sich jedoch nicht abfinden. Nach der sogenannten „Reichspogromnacht“ im Jahr 1938 besuchte er seinen jüdischen Fachkollegen Georg Steindorff, um diesem sein Bedauern über die Vorgänge auszudrücken.
Friedrich Wilhelm von Bissing war seit 1904 mit Elisabeth (Elsa) Freifrau von Carlowitz (1875–1961) verheiratet. Tochter des Paares war:
- Myrrha Margarete Irma Alice (* 1908) ⚭ 1932 Siegfried Freiherr von Redwitz (gesch. 1935), 2. ⚭ von Aretin

Seine Bibliothek wurde nach seinem Tod versteigert. Teile seiner ägyptologischen Privatsammlung schenkte er unter anderem an das Staatliche Museum Ägyptischer Kunst in München und die Antikensammlung des Martin von Wagner Museums in Würzburg. Einen Großteil der Sammlung verkaufte er 1935 an das Kestner-Museum in Hannover.

## Veröffentlichungen
- Ein thebanischer Grabfund aus dem Anfang des neuen Reichs. 1900.
- Die Mastaba des Gem-ni-kai. 1905.
- Das Re-Heiligtum des Königs Ne-woser-re (Rathures). 1905.
- Einführung in die Geschichte der ägyptischen Kunst von den ältesten Zeiten bis auf die Römer. 1908.
- Die Kultur des alten Ägyptens. 1913.
- Denkmäler ägyptischer Sculptur. 1914.
- Die Kriegsziele unserer Feinde (= Bibliothek für Volks- und Weltwirtschaft. Heft 20), Dresden 1916.
- Die Bedeutung der orientalischen Kunstgeschichte für die allgemeine Kunstgeschichte. 1922.
- Untersuchungen zu den Reliefs aus dem Re-Heiligtum des Rathures. 1922.
- Zeit und Herkunft der in Cerveteri gefundenen Gefässe aus ägyptischer Fayence und glasiertem Ton. 1941.
- Der Fussboden aus dem Palaste des Königs Amenophis IV. zu El Hawata im Museum zu Kairo. 1941.
- Die Baugeschichte des südlichen Tempels von Buhen (bei Wadi Halfa). 1942.
- Ägyptische und mesopotamische Siegelzylinder des III. Jahrtausends vor Christus. 1943.
- Versuch zur Bestimmung der Grundbedeutung des Wortes Nutr für Gott im Altägyptischen. 1951.
- Die altafrikanische Herkunft des Wortes Pavian-Babuin und sein Vorkommen als Gottesname in altägyptischen Texten. 1951.
- Altägyptische Lebensweisheit, Bibliothek der Alten Welt, Reihe Der Alte Orient. 1955.

Ein vollständiges Schriftenverzeichnis in Zeitschrift für Ägyptische Sprache und Altertumskunde. Band 84, 1959, S. 1–16.
Neben den Schriften im Bereich der Ägyptologie verfasste von Bissing noch eine Vielzahl von politischen Aufsätzen und anderen Beiträgen zur weltpolitischen Lage.